# アルトゥル・シュナーベル

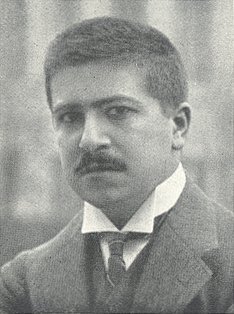

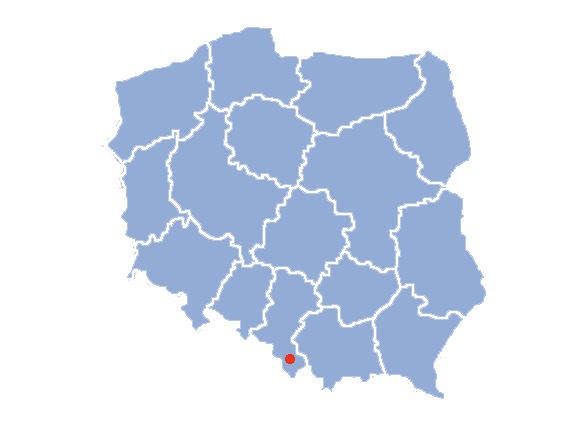
ビェルスコ＝ビャワの位置

アルトゥル・シュナーベル（Artur Schnabel, 1882年4月17日　ビアラ（ビェルスコ＝ビャワ）近郊クンツェンドルフ Kunzendorf （リプニク Lipnik） - 1951年8月15日　スイス・アクセンシュタイン Axenstein）は、オーストリア出身のピアニスト、作曲家。

## 生涯
オーストリア領ガリチアのクンツェンドルフ（現在はポーランド・リプニク）に東欧系ユダヤ人の家庭に生まれる。ここはヨハネ・パウロ2世の家系ともゆかりのある町である。モラヴィアのリプニーク Lipník（ライプニック Leipnik）ではない。幼い頃から「天才少年」として楽才を発揮し、ウィーン音楽院にて幾人かのピアノ教師に学んだ後、モーツァルトのピアノ協奏曲第20番のソリストとしてデビュー。デビュー後に改めて名ピアノ教師として名高いレシェティツキに師事し、一時助手も務めた。また、ブラームスからは「将来最も恐るべき天才」と絶賛された。しかし、ウィーンの雰囲気にいまひとつ馴染めなかったか、後にベルリンに引越しをしている。ベルリンでは後の夫人であるアルト歌手のテレーゼ・ベーアと出会い、彼女の伴奏ピアニストとして活躍することとなる。
1912年ごろからヴァイオリニストのカール・フレッシュなどと室内楽活動を行うようになり、室内楽のピアニストとして評価を高めていく。また、1921年にはアメリカにデビューし、その頃からベルリンで教授に就任したりフルトヴェングラーらと共演を重ねる。1927年にはベートーヴェンのピアノソナタの全曲演奏を7夜にわたって開催し、「ベートーヴェン弾き」としての名声を確立する。1932年から1937年にかけて、世界で初めてのベートーヴェンのピアノソナタ全集とピアノ協奏曲全集（サージェント指揮）をレコーディング。また、ベートーヴェンのピアノソナタの解釈を詳細に記載した楽譜編集でも有名で、シュナーベル版として世界中で愛用されている。1933年からはユダヤ系であるためナチの台頭によりスイスに移住。さらに1938年からはアメリカに本拠を移し、1944年にはアメリカの市民権を取得した。
1946年3月3日、カーネギーホールでのロジンスキー指揮のニューヨーク・フィルハーモニック演奏会でモーツァルトのピアノ協奏曲第23番を演奏中、第3楽章の途中で曲を忘れてしまい、演奏をやり直した。こういったアクシデントにもひるまず、第二次世界大戦後もアメリカとヨーロッパで演奏活動とレコーディング活動を続けたが、1951年8月15日に亡くなった。

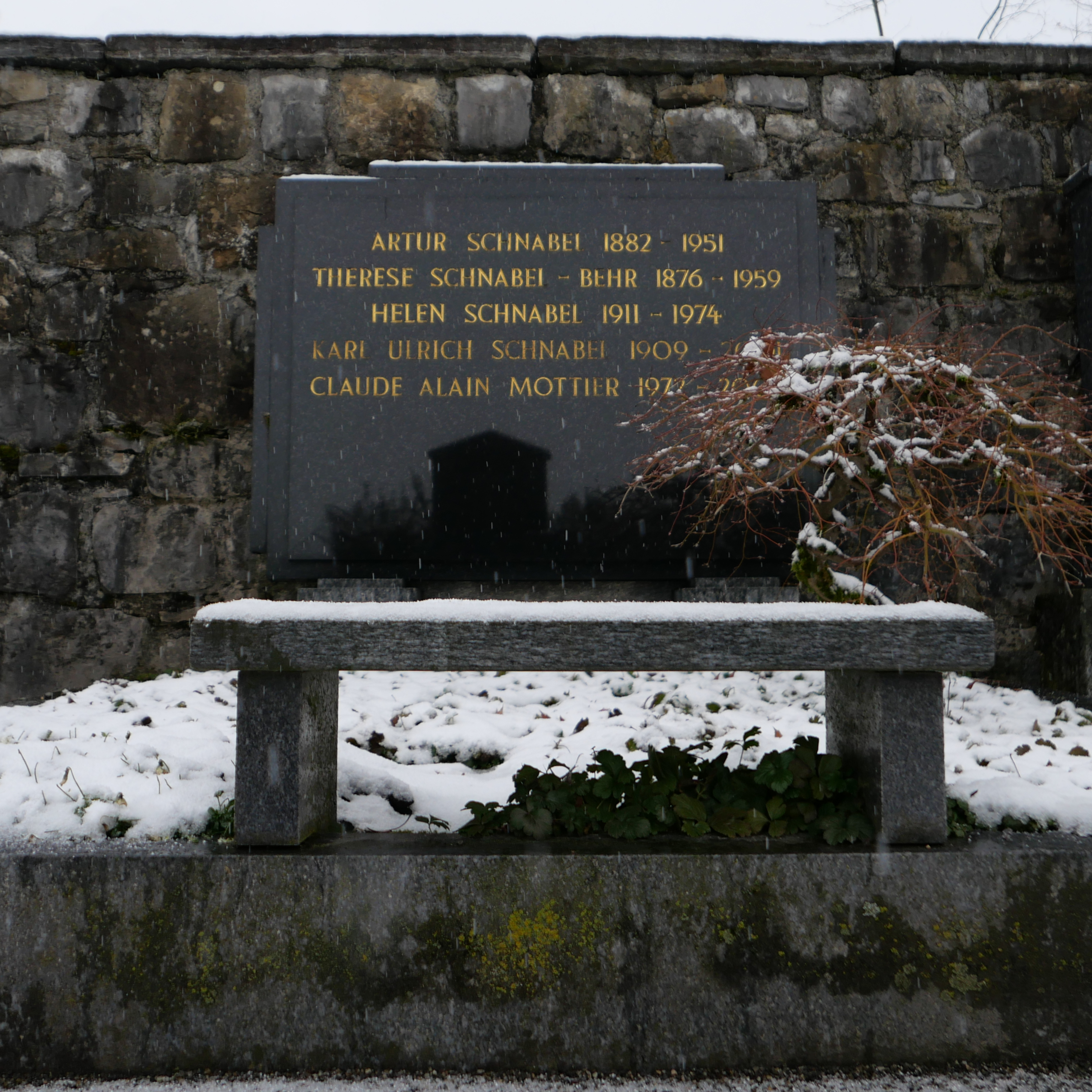
家族の墓（2024年1月撮影）

シュナーベルは、スイス、シュヴィーツ州の州都シュヴィーツの墓地に永眠の地を見つけた。 墓には、音楽家でもあった妻のテレーゼ（旧姓ベーア、1876年～1959年）、ピアニストでもあった息子のカール・ウルリッヒ（1909年～2001年）、その妻ヘレン（旧姓フォーゲル、1911年～1974年）、米国出身のピアニストであり、自らの過失ではなく交通事故で亡くなった孫のクロード・アラン・モティエ（1972～2002）も埋葬されている。 2006年、シュヴィーツ市は家族の墓を記念碑とし、放棄から永久に保護することを宣言した 。

## シュナーベルの演奏スタイルとレパートリー
シュナーベルは技巧よりも表現を重視した演奏を行ったが、大げさな表現をよしとせず客観的な表現に特に重きを置いた。シュナーベルのベートーヴェン解釈は内面的な精神と外面の造形を絶妙に両立させたものといわれ、同世代のベートーヴェン弾きであるバックハウスや後の世代のケンプらとの解釈とは一線を画す解釈を繰り広げた。渡邊順生 の見方では、彼は19世紀〜20世紀はじめに見られたアルペッジョの多用は排斥したが、随所に見られるテンポの変化などは19世紀の演奏スタイルの流れをくむものであり、特にベートーヴェンの演奏に関しては編纂した楽譜との比較もできることから、19世紀の演奏解釈に迫る非常に重要な資料である。

シュナーベルのレパートリーは狭く、ベートーヴェン以外ではモーツァルトやシューベルト、ブラームスなどをレパートリーとしていた。ベートーヴェンに対して使った解釈を他にも当てはめていたが、シューベルトに関しては少々濃い味付けをした解釈をしていたようである。また、当時はマイナーな存在であったシューベルトのピアノソナタを広く知らしめたのもシュナーベルであった。なお、若い頃はもう少し幅広いレパートリーを誇っていた。

## レコーディング
シュナーベルは世界最初の「ベートーヴェン・ピアノソナタ全集」録音の完成者であるが、これはウォルター・レッグ考案の「協会レコード」という手法によるものである。
協会レコードとは、様々な作曲家のメジャーな曲からマイナーな曲までを幅広くレコード化する目的で、その企画実現に必要な費用を「予約金」で賄うもので、第一弾としてエレナ・ゲルハルトによる「ヴォルフ協会」が1931年に企画され、これが成功すれば第二弾としてベートーヴェン・ピアノソナタ全集レコード制作の企画を立ち上げてもよいとレッグはHMVから示唆されていた。第1回ヴォルフ協会が日本からの111組という大量予約で奇跡的に成立→発売にこぎつけたため、「ベートーヴェン・ピアノ・ソナタ協会」の企画が始まった。
なお、この企画がシュナーベルの事実上のファースト・レコーディングになるが、これより先の1905年頃、ピアノ・ロールに録音を残している。

### ベートーヴェン
ピアノソナタ
- 第1集：第24番 嬰ヘ長調『テレーゼ』、第27番 ホ短調、第32番 ハ短調
- 第2集：第9番 ホ長調、第13番 変ホ長調『幻想曲風ソナタ』、第30番 ホ長調
- 第3集：第15番 ニ長調『田園』、第19番 ト短調、第31番 変イ長調
- 第4集：第2番 イ長調、第14番 嬰ハ短調『月光』、第26番 変ホ長調『告別』
- 第5集：第11番 変ロ長調、第20番 ト長調、第23番 ヘ短調『熱情』
- 第6集：第6番 ヘ長調、第8番 ハ短調『悲愴』、第18番 変ホ長調
- 第7集：第1番 ヘ短調、第10番 ト長調、第28番 イ長調
- 第8集：第3番 ハ長調、第17番 ニ短調『テンペスト』、第22番 ヘ長調
- 第9集：第12番 変イ長調『葬送』、第21番 ハ長調『ヴァルトシュタイン』
- 第10集：第29番 変ロ長調『ハンマークラヴィーア』
- 第11集：第4番 変ホ長調、第16番 ト長調
- 第12集：第5番 ハ短調、第7番 ニ長調、第25番 ト長調
- 第13集：ディアベリ変奏曲 ハ長調 作品120
- 第14集：6つのバガテル 作品126、ロンド・ア・カプリッチョ ト長調『失われた小銭への怒り』作品129、ロンド イ長調 WoO 49、創作主題による6つの変奏曲 ヘ長調 作品34、幻想曲 ト短調 作品77
- 第15集：メヌエット 変ホ長調 WoO 82、7つのバガテル 作品33、エロイカ変奏曲 変ホ長調 作品35、エリーゼのために WoO 59（1938年盤）

第13集以下は「ベートーヴェン・ピアノ協会」として別勘定する書物もある（ここではナクソス・ヒストリカルの表記に拠る）。『エリーゼのために』（1932年盤）、『ロンド ハ長調 作品51-1』もSP盤の余白埋めとしてレコーディングされている。なお、アメリカに移ってからの1942年に、第30番と第32番をRCAに再録音している。
「ベートーヴェン・ピアノソナタ協会」は日本からの予約が2000組になるなど大盛況となり、以後フリッツ・クライスラーによる「ベートーヴェン・ヴァイオリンソナタ協会」（これでクライスラーはベートーヴェンのヴァイオリンソナタ全曲録音を初めて完成させることになる）、エトヴィン・フィッシャーとパブロ・カザルスによる「バッハ協会」（フィッシャー：平均律クラヴィーア曲集全曲、カザルス：無伴奏チェロ組曲全曲）など、「協会レコード」ものが続々生まれてくることとなった。
ピアノ協奏曲
- ピアノ協奏曲第1番 ハ長調（1932年3月23日：マルコム・サージェント指揮、ロンドン交響楽団）
- ピアノ協奏曲第2番 変ロ長調（1935年4月5日：サージェント指揮、ロンドン・フィルハーモニー管弦楽団／1946年：イサイ・ドブロウェン指揮、フィルハーモニア管弦楽団）
- ピアノ協奏曲第3番 ハ短調（1933年2月17日：サージェント指揮、ロンドン・フィル／1946年：イサイ・ドブロウェン指揮、フィルハーモニア管弦楽団）
- ピアノ協奏曲第4番 ト長調（1933年2月16日：サージェント指揮、ロンドン・フィル／1942年7月24日：フレデリック・ストック指揮、シカゴ交響楽団／1946年：イサイ・ドブロウェン指揮、フィルハーモニア管弦楽団）
- ピアノ協奏曲第5番 変ホ長調『皇帝』（1932年3月24日：サージェント指揮、ロンドン・フィル／1942年7月22日：フレデリック・ストック指揮、シカゴ交響楽団／1947年5月27日・28日：アルチェオ・ガリエラ指揮、フィルハーモニア管弦楽団）

ヴァイオリンソナタ
- ヴァイオリンソナタ第5番 ヘ長調『春』（1948年：ヨーゼフ・シゲティ（ライヴ録音））
- ヴァイオリンソナタ第10番 ト長調（1948年：シゲティ（ライヴ録音））

チェロソナタ
- チェロソナタ第2番 ト短調（1934年12月6日・16日：グレゴール・ピアティゴルスキー）
- チェロソナタ第3番 イ長調（ピエール・フルニエ）

### ウェーバー
- 舞踏への勧誘（1947年）

### モーツァルト
- ピアノ協奏曲第17番 ト長調（1942年3月22日：フリッツ・シュティードリー指揮、ニューヨーク・フィルハーモニック（ライヴ録音）） - 一部のみ
- ピアノ協奏曲第19番 ヘ長調『第2戴冠式』（1937年1月：サージェント指揮、ロンドン響）
- ピアノ協奏曲第20番 ニ短調（1944年12月14日：ジョージ・セル指揮、ニューヨーク・フィル（ライヴ録音）／1948年6月19日：ウォルター・ジュスキント指揮、フィルハーモニア管）
- ピアノ協奏曲第21番 ハ長調（1937年1月12日：サージェント指揮、ロンドン響）
- ピアノ協奏曲第22番 変ホ長調（1941年11月16日：ブルーノ・ワルター指揮、ニューヨーク・フィル（ライヴ録音））
- ピアノ協奏曲第23番 イ長調（1946年3月3日：アルトゥール・ロジンスキ指揮、ニューヨーク・フィル（ライヴ録音））[3]
- ピアノ協奏曲第24番 ハ短調（1948年6月18日：ジュスキント指揮、フィルハーモニア管）
- ピアノ協奏曲第27番 変ロ長調（1934年5月2日：ジョン・バルビローリ指揮、ロンドン響）
- 2台のピアノのための協奏曲 変ホ長調 K. 365（1936年10月28日：エイドリアン・ボールト指揮、ロンドン響、カール・ウルリッヒ・シュナーベル（ピアノ））
- ピアノ四重奏曲第1番 ト短調（1934年12月19日：プロ・アルテ四重奏団）
- ピアノソナタ第9番（旧第8番）イ短調（1939年1月27日）
- ピアノソナタ第12番 ヘ長調（1946年6月）
- ピアノソナタ第13番 変ロ長調（1944年（ライヴ録音））
- ピアノソナタ第17番（旧第16番）変ロ長調（1948年6月）
- ピアノソナタ ヘ長調 K. 547a（1943年11月14日（ライヴ録音））
- ロンド イ短調 K. 511（1946年6月）
- ヴァイオリンソナタ第41番 変ホ長調 K. 481（1948年：シゲティ（ライヴ録音））

### シューベルト
- ピアノ五重奏曲 イ長調『鱒』（1935年11月16日：プロ・アルテ四重奏団員、クロード・ホブデイ（コントラバス））
- 6つの楽興の時 D 780（1937年11月2日・12日）
- ピアノソナタ第17番 ニ長調『ガシュタイナー』D 850（1939年1月26日・27日）
- ピアノソナタ第20番 イ長調 D 959（1937年1月15日）
- ピアノソナタ第21番 変ロ長調 D 960（1939年1月25日）
- 4つの即興曲 D 899（1950年6月6日～9日・12日～13日）
- 4つの即興曲 D 935（1950年6月6日～9日・12日～13日）
- アレグレット ハ短調 D 915（1939年1月25日）
- 行進曲 ホ長調 D 606（1939年1月27日）
- フランス風の主題によるディヴェルティスマン ホ短調 D 823（1937年10月28日～29日、カール・ウルリッヒ・シュナーベル（ピアノ）） - 第2楽章のみ
- アレグロ イ短調『人生の嵐』D 947（1937年10月28日～29日、カール・ウルリッヒ・シュナーベル（ピアノ））
- 6つの大行進曲 D 819（1937年10月28日～29日、カール・ウルリッヒ・シュナーベル（ピアノ）） - 第2番・第3番のみ
- 3つの軍隊行進曲 D 733（1937年10月28日～29日、カール・ウルリッヒ・シュナーベル（ピアノ））
- ハンガリー風ディヴェルティメント ト短調 D 818（1937年10月28日～29日、カール・ウルリッヒ・シュナーベル（ピアノ））
- ロンド イ長調 D 951（1937年10月28日～29日、カール・ウルリッヒ・シュナーベル（ピアノ））
- 歌曲集『白鳥の歌』D 957（1932年11月16日～18日、テレーゼ・ベーア＝シュナーベル（コントラルト）） - 第11曲「街」と第13曲「影法師（ドッペルゲンガー）」のみ
- タルタルスの群れ D 583（1932年11月16日～18日、テレーゼ・ベーア＝シュナーベル（コントラルト））
- 十字軍 D 932（1932年11月16日～18日、テレーゼ・ベーア＝シュナーベル（コントラルト））
- リュートに寄せて D 905（1932年11月16日～18日、テレーゼ・ベーア＝シュナーベル（コントラルト））
- ミューズの子 D 764（1932年11月16日～18日、テレーゼ・ベーア＝シュナーベル（コントラルト））
- 魔王 D 328（1932年11月16日～18日、テレーゼ・ベーア＝シュナーベル（コントラルト））

### シューマン
- ピアノ五重奏曲 変ホ長調（1934年11月19日：プロ・アルテ四重奏団）
- 子供の情景（1947年6月3日）

### ブラームス
- ピアノ協奏曲第1番 ニ短調（1938年1月9日・12月18日：セル指揮、ロンドン･フィル）
- ピアノ協奏曲第2番 変ロ長調（1935年11月7日・14日：ボールト指揮、BBC交響楽団）
- 間奏曲 イ短調 作品116-2（1947年6月4日）
- 間奏曲 変ホ長調 作品117-1（1947年6月4日）
- ラプソディ ト短調 作品79-2（1947年6月4日）

シュナーベルのベートーヴェン・ピアノソナタ全集を初めとする主だったレコードは現在、ナクソスなどから復刻されている。

## 作曲活動
シュナーベルは演奏活動の合間を縫って作曲活動も行っている。ピアニストとしてはブラームスよりも新しい作品はほとんど演奏しなかったにもかかわらず、作曲家としては当時の最先端の技法である無調の作品を残している。交響曲第2番は60分近い演奏時間を持つ大曲である。
主な作品
- 交響曲第1番（1938年）
- 交響曲第2番（1941～43年）
- 交響曲第3番（1948年）
- 7つのピアノ曲
- ピアノソナタ

## その他
長男はカール・ウルリッヒ・シュナーベルであり、米国マンハッタン音楽院のピアノ科教授を長く勤めた。父の健在時は2人でデュオを結成し、シューベルトの連弾曲を披露したこともある。
教え子にはクリフォード・カーゾン、リリー・クラウス、レオン・フライシャー、ディカ・ニューリン、映画「戦場のピアニスト」で名高いウワディスワフ・シュピルマンらがいる。
フライシャーの語るシュナーベル
フライシャーは9歳から10年間シュナーベルに師事してきた。フライシャーが言うには、シュナーベルの指導方法には特に定められたメソッドはなく、また同じ曲を2日連続で練習させなかったという。また、シュナーベルはフライシャーが女性に興味を持ち出して練習に身が入らなくなったのを看破し、「もう自分の足で歩いてゆけ」と"卒業"させている。シュナーベルのレパートリーに関してもフライシャーは、「何かしらに影響されて偏見を持っていたのでは」と回想している。